# CREB
CREB-TF (CREB, cAMP response element-binding protein) és un factor de transcripció cel·lular. S'uneix a determinades seqüències d'ADN anomenades elements de resposta cAMP (CRE), augmentant o disminuint així la transcripció dels gens. CREB es va descriure per primera vegada el 1987 com un factor de transcripció sensible a cAMP que regula el gen de la somatostatina.
Els gens la transcripció dels quals està regulada pel CREB inclouen: c-fos, BDNF, tirosina hidroxilasa, nombrosos neuropèptids (com la somatostatina, l'encefalina, VGF, l'hormona alliberadora de corticotropina), i els gens implicats en el rellotge circadià dels mamífers (PER1, PER2).
CREB està estretament relacionat en estructura i funció amb les proteïnes CREM (modulador d'elements de resposta cAMP) i ATF-1 (factor de transcripció activador-1). Les proteïnes CREB s'expressen en molts animals, inclosos els humans.
CREB té un paper ben documentat en la plasticitat neuronal i la formació de memòria a llarg termini al cervell i s'ha demostrat que és integral en la formació de la memòria espacial. La regulació a la baixa de CREB està implicada en la patologia de la malaltia d'Alzheimer i l'augment de l'expressió de CREB es considera un possible objectiu terapèutic per a la malaltia d'Alzheimer. CREB també té un paper en el fotoentrainment en mamífers.

## Estructura
Les proteïnes CREB s'activen mitjançant la fosforilació de diverses cinases, incloses les PKA i les proteïnes cinases dependents de Ca 2+ /calmodulina en el residu de serina 133. Quan s'activa, la proteïna CREB recluta altres coactivadors transcripcionals per unir-se a la regió aigües amunt del promotor CRE 5'. Els aminoàcids de leucina hidrofòbics es troben al llarg de la vora interior de l'hèlix alfa. Aquests residus de leucina s'uneixen estretament als residus de leucina d'una altra proteïna CREB formant un dímer. Aquesta cadena de residus de leucina forma el motiu de la cremallera de leucina. La proteïna també té un ió magnesi que facilita la unió a l'ADN.

### Element de resposta cAMP
L' element de resposta cAMP (CRE) és l'element de resposta per CREB que conté la seqüència de nucleòtids altament conservada, 5'-TGACGTCA-3'. Els llocs CRE es troben normalment aigües amunt dels gens, dins de les regions promotores o potenciadores. Hi ha aproximadament 750.000 CRE palindròmiques i de mig lloc al genoma humà. Tanmateix, la majoria d'aquests llocs romanen sense lligar a causa de la metilació de la citosina, que obstrueix físicament la unió de proteïnes.

## Mecanisme d'acció
Una seqüència generalitzada d'esdeveniments es resumeix de la següent manera: Un senyal arriba a la superfície cel·lular, activa el receptor corresponent, el que condueix a la producció d'un segon missatger com AMPc o Ca2+, que al seu torn activa una proteïna cinasa. Aquesta proteïna cinasa es trasllada al nucli cel·lular, on activa una proteïna CREB. Aleshores, la proteïna CREB activada s'uneix a una regió CRE i després s'uneix a la CBP (proteïna d'unió a CREB), que la coactiva, permetent-li activar o desactivar determinats gens. La unió a l'ADN de CREB està mediada pel seu domini bàsic de cremallera de leucina (domini bZIP) tal com es mostra a la imatge. L'evidència suggereix que el β-adrenoceptor (un receptor acoblat a proteïnes G) estimula la senyalització CREB.

## Funció al cervell
CREB té moltes funcions en molts òrgans diferents, i algunes de les seves funcions s'han estudiat en relació amb el cervell. Es creu que les proteïnes CREB de les neurones estan implicades en la formació de memòries a llarg termini; això s'ha demostrat en el cargol marí Aplysia, la mosca de la fruita Drosophila melanogaster, en rates i en ratolins (vegeu CREB a Molecular and Cellular Cognition). CREB és necessari per a l'etapa tardana de potenciació a llarg termini. El CREB també té un paper important en el desenvolupament de la drogodependència i més encara en la dependència psicològica. Hi ha formes activadores i repressores de CREB. Les mosques dissenyades genèticament per sobreexpressar la forma inactiva de CREB perden la seva capacitat de retenir la memòria a llarg termini. CREB també és important per a la supervivència de les neurones, com es mostra en ratolins modificats genèticament, on CREB i CREM es van eliminar al cervell. Si el CREB es perd en tot l'embrió de ratolí en desenvolupament, els ratolins moren immediatament després del naixement, posant de nou en relleu el paper crític del CREB en la promoció de la supervivència neuronal.